# Solfito di ammonio
Il solfito di ammonio è il sale di ammonio dell'acido solforoso, avente formula (NH4)2SO3.
Esiste in due forme: anidra (numero CAS 10196-04-0) e monoidrata (numero CAS 7783-11-1). Si presenta come un sale bianco incolore ed inodore.
In acqua dà una reazione basica, in quanto SO32- è la base coniugata di un acido debole.
Si decompone tra i 60 e i 70 °C.

## Sintesi
Il solfito di ammonio si può ottenere facendo gorgogliare anidride solforosa in una soluzione acquosa di ammoniaca:
{\displaystyle {\ce {2 NH4OH + SO2 -> (NH4)2SO3 + H2O}}}